# Martinitoren
De Martinitoren, staande aan de Grote Markt, is met zijn 96,8 meter de hoogste toren van de stad Groningen. De toren hoort bij de Martinikerk. Voor de stadjers, de inwoners van de stad, heeft de toren de bijnaam d' Olle Grieze, Gronings voor de oude grijze.

## Geschiedenis

### Eerste en tweede toren
De huidige Martinitoren had twee voorgangers. In de 13e eeuw werd de eerste toren gebouwd. Deze was ongeveer 30 meter hoog en geheel in romanogotische stijl. Op het 13e-eeuwse stadszegel van Groningen staat een afbeelding van de toren. Deze stond oorspronkelijk ten westen van de kerk, maar was door de verlenging van de noordelijke en zuidelijke zijbeuken van de Martinikerk naar het westen inpandig geworden. De toren had een piramidevormig tentdak en twee rondbogige galmgaten. Door een blikseminslag in 1408 werd deze toren vernietigd. Vanaf 1430 werd de kerk uitgebreid in gotische stijl, waarbij in 1452 ook begonnen werd aan de bouw van een tweede toren van ongeveer 45 meter hoog, die deels van steen en deels van hout was. De kerkmuren werden in 1461 tegen de toren opgetrokken. Op de dinsdag na Pasen in 1465 woedde een grote brand in de toren als gevolg van een 'groet donder ende blyxem', aldus de kroniek van Sicke Benninghe. Mogelijk als gevolg hiervan stortte in 1468 de toren in en daarmee ook alle aanbouwen rondom.

### Bouw van de derde toren

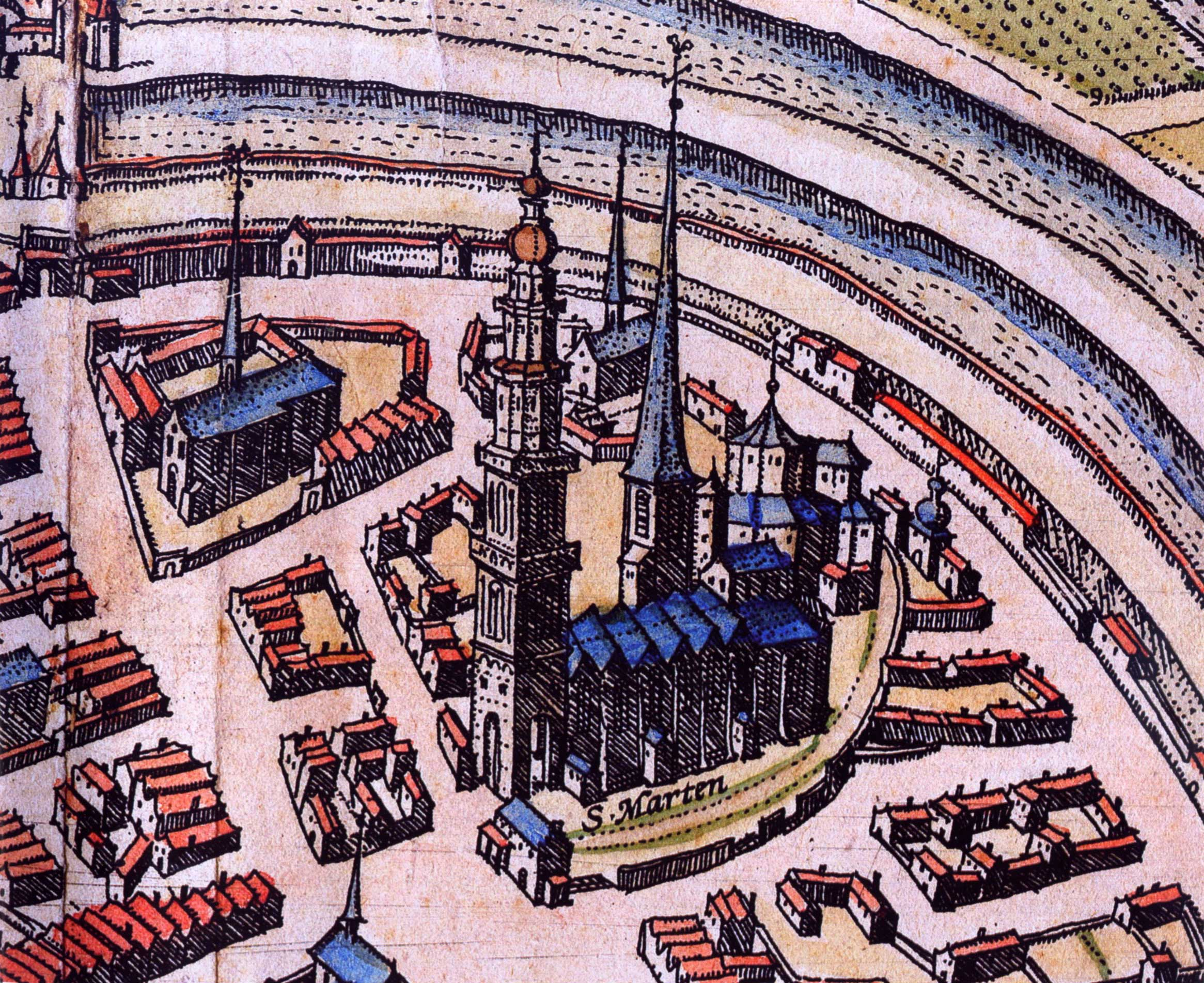
Detail van een kaart van Braun en Hogenberg met Martinikerk, Walburgkerk en omgeving (ca. 1575)

Na de instorting werden plannen voor een nieuwe toren gemaakt. Er werd besloten om de toren niet weer inpandig te maken, maar aan westzijde van de kerk te herbouwen. De toren werd gebouwd uit blokken Bentheimer zandsteen en de bovenbouw en spits van hout. Naar verluidt heeft de toren een fundering van drie meter diep. In 1469 startte de bouw van deze toren die de groeiende macht van de stad Groningen in de Ommelanden moest uitstralen. Geopperd is wel dat de toren een kopie moest vormen van de Domtoren om de (grens van de) macht van het Bisdom Utrecht te benadrukken, maar Groningen had zich daar toen al grotendeels los van gemaakt. Wel kan het als een afspiegeling van deze toren worden gezien. Hoelang de bouw van deze toren duurde is onbekend. Omdat Ubbo Emmius in zijn werk uit 1499 bij het jaar 1482 spreekt over een 'geweldige torenbouw die in de stad ver uitsteekt boven de Maartenskerk', wordt wel gesteld dat de toren toen al voltooid moet zijn. Dit lijkt echter een onmogelijk snelle periode, daar de bouw van de Domtoren bijvoorbeeld ruim 60 jaar duurde en er bovendien stadsrekeningen uit de 16e eeuw bestaan die met de bouw van de toren te maken hebben. Van der Werff acht het mogelijk dat men toen echter al wel gevorderd was tot de tweede trans, hetgeen hij ook al een flinke prestatie acht voor die tijd. Een ander jaar dat wordt genoemd is 1548. Dit jaar wordt genoemd in de levensbeschrijving van de 16e-eeuwse burgemeester Willem Wicheringe, die zou zijn geboren bij de eerstesteenlegging in 1469 en zou zijn gestorven in 1548, toen de weerhaan zou zijn geplaatst. De torenbouw zou dan 79 jaar hebben geduurd. Volgens kroniekschrijver Johan Rengers van Ten Post werd de toren voltooid in 1553 (84 jaar) en volgens kroniekschrijver Abel Eppens (tho Equart) was de bouw in 1545 (het jaar dat een licht aangeschoten torenwachter van de toren viel en overleed) nog niet gevorderd tot de derde trans en werd de toren in 1554 voltooid (85 jaar). Dit laatste jaar wordt op basis van bouwhistorisch onderzoek als meest aannemelijke jaar geacht voor de voltooiing van de torenspits.
De hoogte van deze derde toren is altijd onderwerp van discussie geweest. Zeker is dat de toren hoger was dan de huidige toren. Volgens een hardnekkige maar onmogelijke mythe zou de toren zelfs 127 meter hoog geweest zijn en daarmee hoger dan de Domtoren (112 meter). Bouwmeester Cornelis Peters maakte als eerste een gotische reconstructie van de toren. In een artikel in de Groningsche Volksalmanak van 1904 ging hij uit van een voltooiing in 1482 en van drie transen met daarop twee stenen verdiepingen en een houten spits met kruis en windvaan die reikte tot ongeveer 118 meter. In een dissertatie van Engelbert Hendrik ter Kuile uit 1929 werd deze reconstructie echter bestreden: Volgens hem was de toren pas in 1554 voltooid (lezing van Abel Eppens) en had de toren boven op de drie stenen transen twee houten verdiepingen met daarbovenop een renaissancistische peervormige bekroning. De toren staat weergegeven op de vogelvluchtkaart van de stad Groningen van Braun en Hoogenberg uit de Civitates orbis terrarum deel 2 uit ca. 1575 en volgens Ter Kuile was de tekening op deze kaart 'opmerkelijk nauwkeurig'. Volgens Van der Werff (2003) was de toren volgens overlevering in elk geval meer dan 100 meter hoog. Volgens Westra zou de hoogte ongeveer 102 meter geweest zijn.

### Brand en herstel
Door het (buiten het weten van de stadsmagistraten om) ontsteken van brandende pektonnen op de derde trans, uit vreugde na het vertrek van de Spaanse en met name de gehate Waalse troepen in 1577 (in het kader van de Pacificatie van Gent), vatte het bouwwerk vlam en stortte de toren gedeeltelijk in. Volgens Abel Eppens stortten daarbij de 17 beiaardklokken met donderend geraas naar beneden. Er bleef een hoogte van 69 meter bewaard. De geschonden toren staat afgebeeld op een kaart van de stad Groningen van Nicolaes van Geelkercken uit 1616. Er was al direct in 1577 besloten tot herstel, maar door de woelingen van de Tachtigjarige Oorlog duurde het nog tot 1627 alvorens de toren kon worden hersteld. De nieuwe toren kreeg een hoogte van 96,8 meter. Het grondvlak ligt op 6,80 m boven NAP. De eerste en tweede trans reiken samen tot 40 meter, de derde tot 55 meter en de vierde tot 68 meter. Daarboven werd een opengewerkte kroon geplaatst met kruis en windvaan. Vermoedelijk werd deze verbouwing tot de huidige uitstraling overzien door de Groningse stadsbouwmeester Garwer Peters. Van der Werff acht de hierboven vermelde reconstructie van Ter Kuile de meest waarschijnlijke en vermoedt dan ook dat de nieuwe torenbekroning geïnspireerd geweest is op die van de oude toren zoals gedacht door Ter Kuile. De bekroning van de toren lijkt te zijn geïnspireerd op de 17e-eeuwse Hollandse bouwkunst, zoals ook veel werd toegepast in Amsterdam en Haarlem.

### Latere geschiedenis

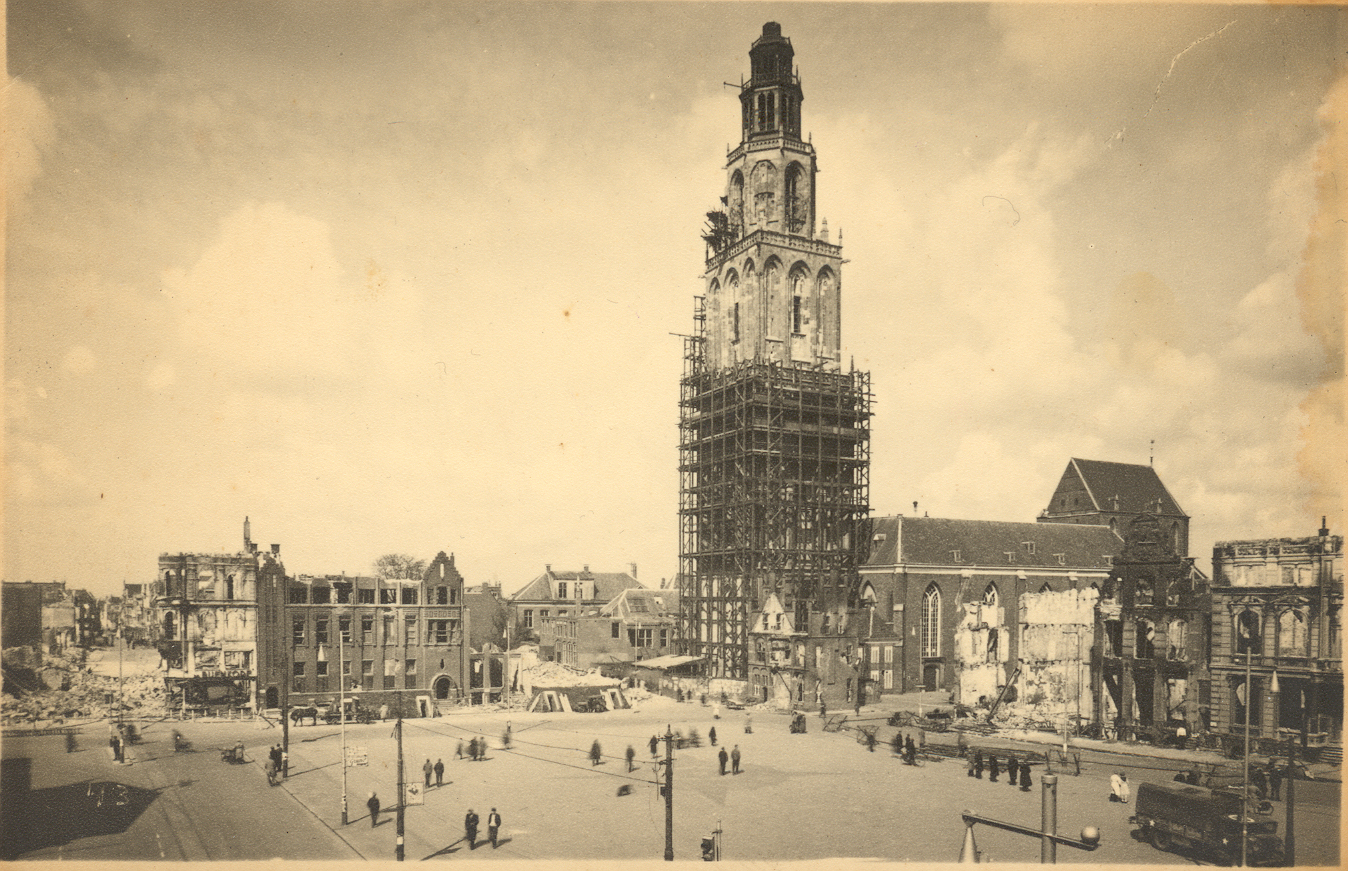
De Martinitoren in de steigers bij de bevrijding van Groningen in april 1945

Later is de toren nog meerdere malen beschadigd geraakt door natuurgeweld en diverse oorlogen. De torenspits is nog eens door blikseminslag getroffen in onder meer 1822. Uit dat jaar dateert ook de windvaan op de toren in de vorm van een paard. Sinds 1838 heeft de toren een bliksemafleider. In 1888 werd tijdens een discussie over de (zoveelste) restauratie van de toren tijdens een gemeenteraadsvergadering gediscussieerd over het herstellen of slopen van de Martinitoren, maar werd toch besloten tot restauratie.
In de jaren 1930 was de staat van de toren echter alweer zo slecht dat deze op instorten stond. In 1936 begon daarom een ingrijpende restauratie. In 1938, nadat ernstige scheuren waren ontdekt die de toren in gevaar brachten, werd een plint van gewapend beton om de toren gelegd. Ook de drie hoge doorgangen onder de toren werden toen grotendeels dichtgezet ter versteviging van de constructie. Boven de ingang aan de westzijde zijn vervolgens drie beelden van Willem Valk aangebracht. Zij stellen personen voor die verbonden zijn met de geschiedenis van Groningen: de blinde Bernlef, Sint Martinus en Rudolf Agricola.
De toren overleefde de Tweede Wereldoorlog redelijk ongeschonden. Hoewel de Duitsers in voorbereiding op de strijd om de stad in 1945 de toren op wilden blazen omdat er zich al vanaf het begin van de oorlog op ongeveer 60 meter hoogte een luisterpost voor geallieerde vliegtuigen in bevond, wist de opzichter van de restauratie van de toren hen op andere gedachten te brengen. Afgezien van enkele treffers op 80 en 90 meter hoogte, bleef de toren in tegenstelling tot bijvoorbeeld de Martinitoren van Doesburg grotendeels ongeschonden. In een van de klokken is nog altijd een kogelgat te zien, ontstaan bij de bevrijding van Groningen aan het einde van de Tweede Wereldoorlog. Ook enkele beschadigingen in het muurvlak zijn niet ongedaan gemaakt.
Nadat er kort achter elkaar drie mensen waren omgekomen door een val vanaf de toren is begin 21e eeuw gezocht naar mogelijkheden om de veiligheid van de toren te vergroten om hiermee de kans op ongelukken en zelfdodingen te verkleinen. De doorgangen onder de toren werden reeds in 2001 met hekwerken afgesloten. Vervolgens werd ook een hekwerk geplaatst op de eerste torenomgang (trans). De andere transen zijn definitief afgesloten voor publiek.
De Martinitoren is sinds 1798 (volledige scheiding van kerk en staat) eigendom van de burgerlijke gemeente. De toren had destijds al de functie van uitkijktoren (onder meer alarmering bij brand). De laatste torenwachter/brandwacht heeft dienstgedaan tot 1921.

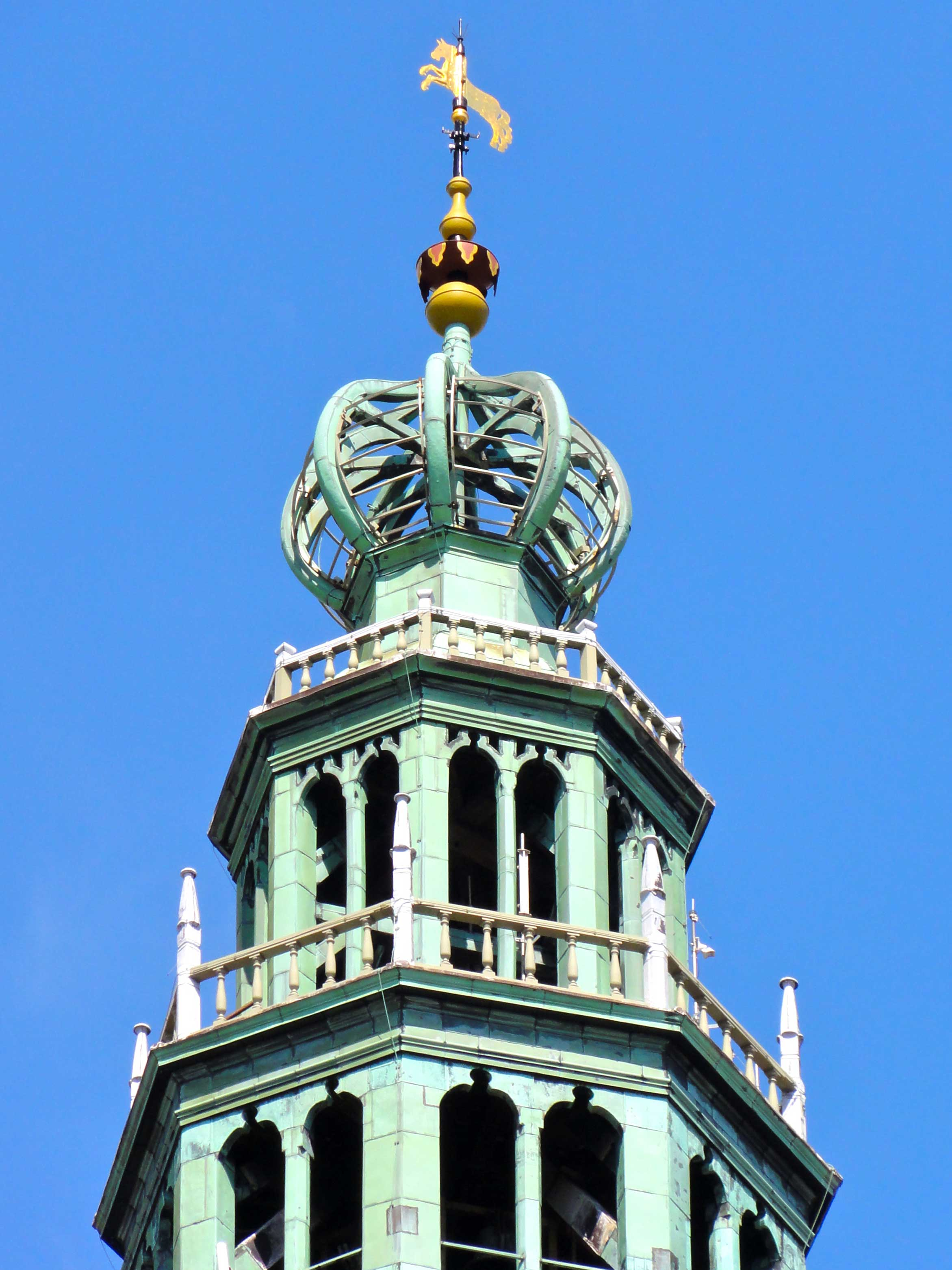
Torenspits met windvaan in de vorm van een paard.
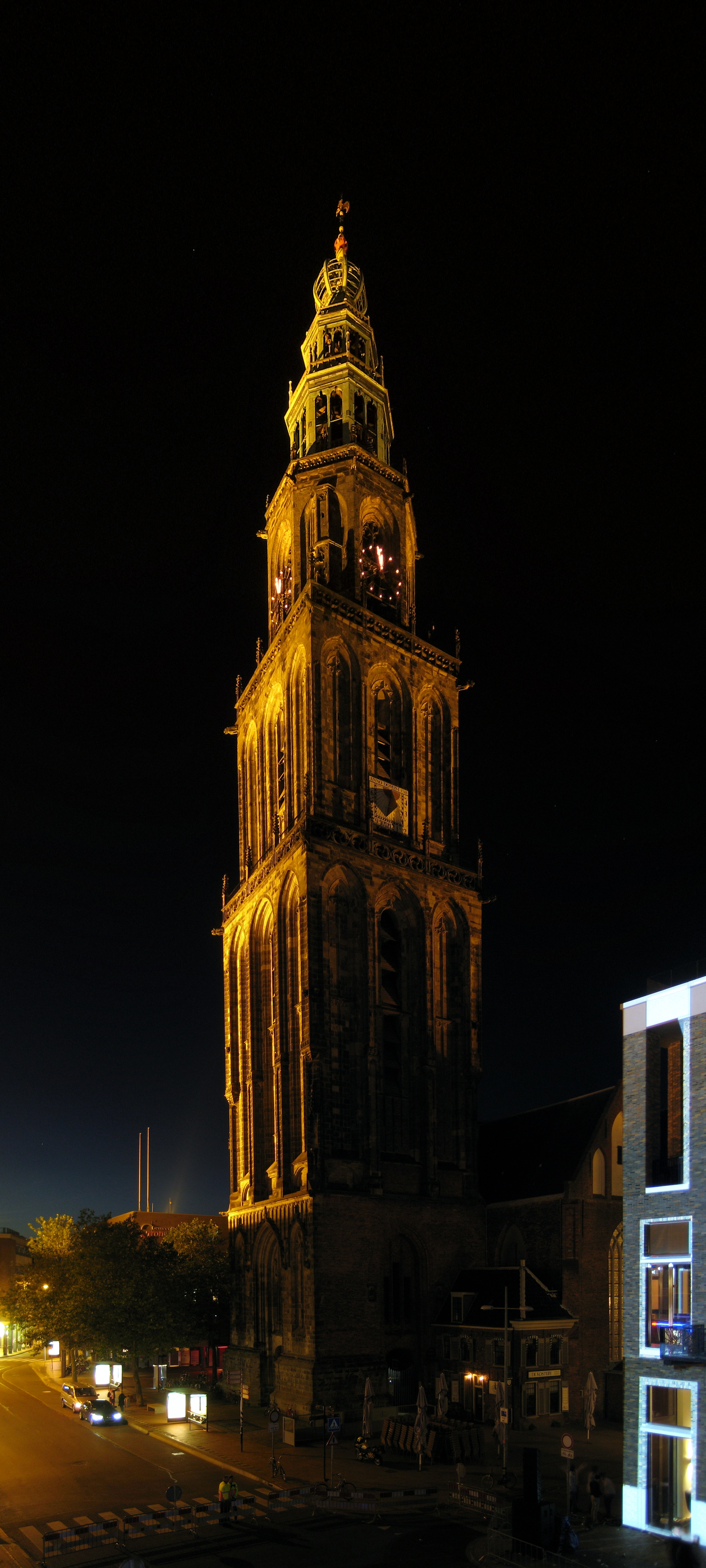
Martinitoren bij avond (2014).
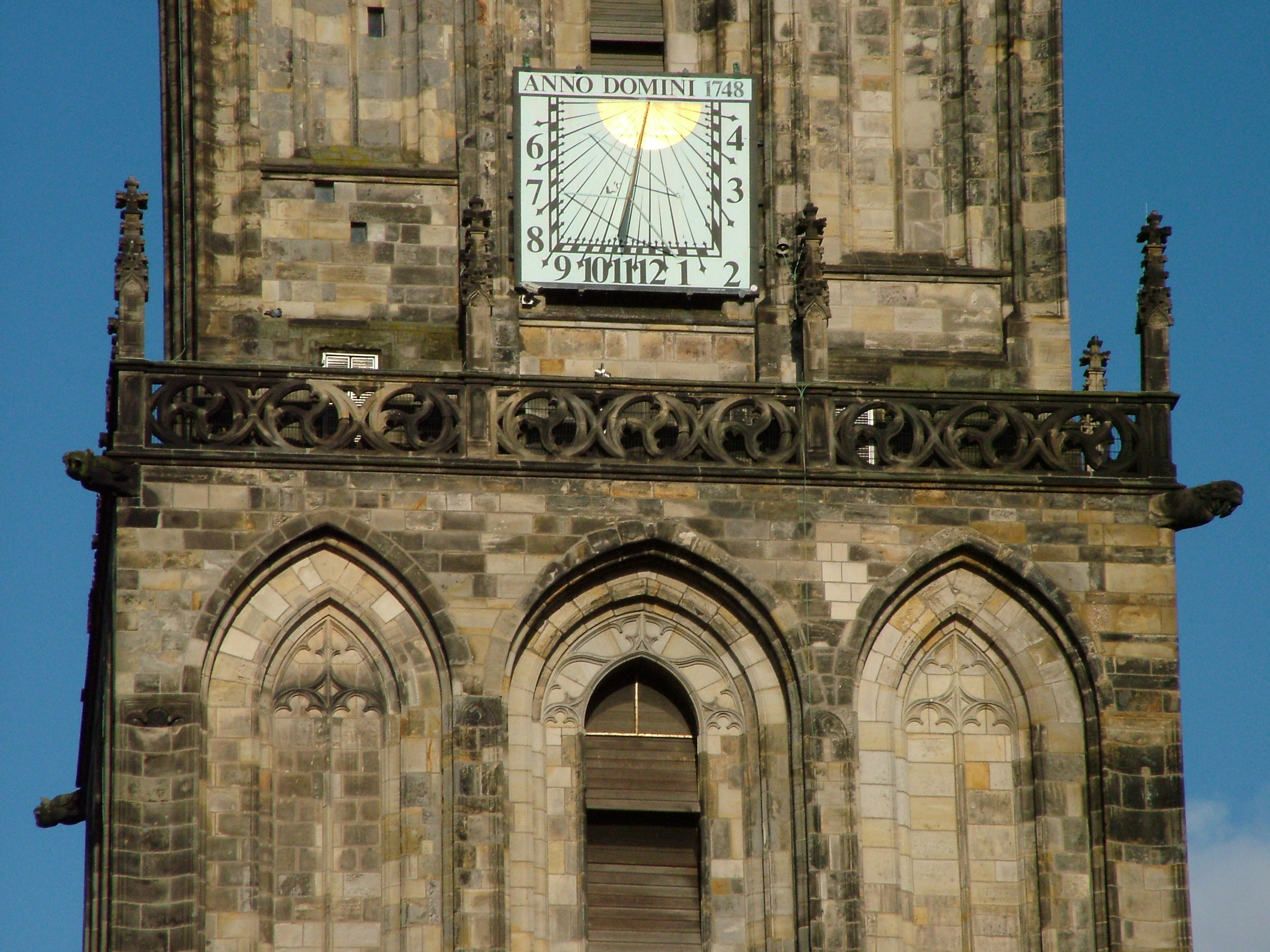
Detailfoto Martinitoren.
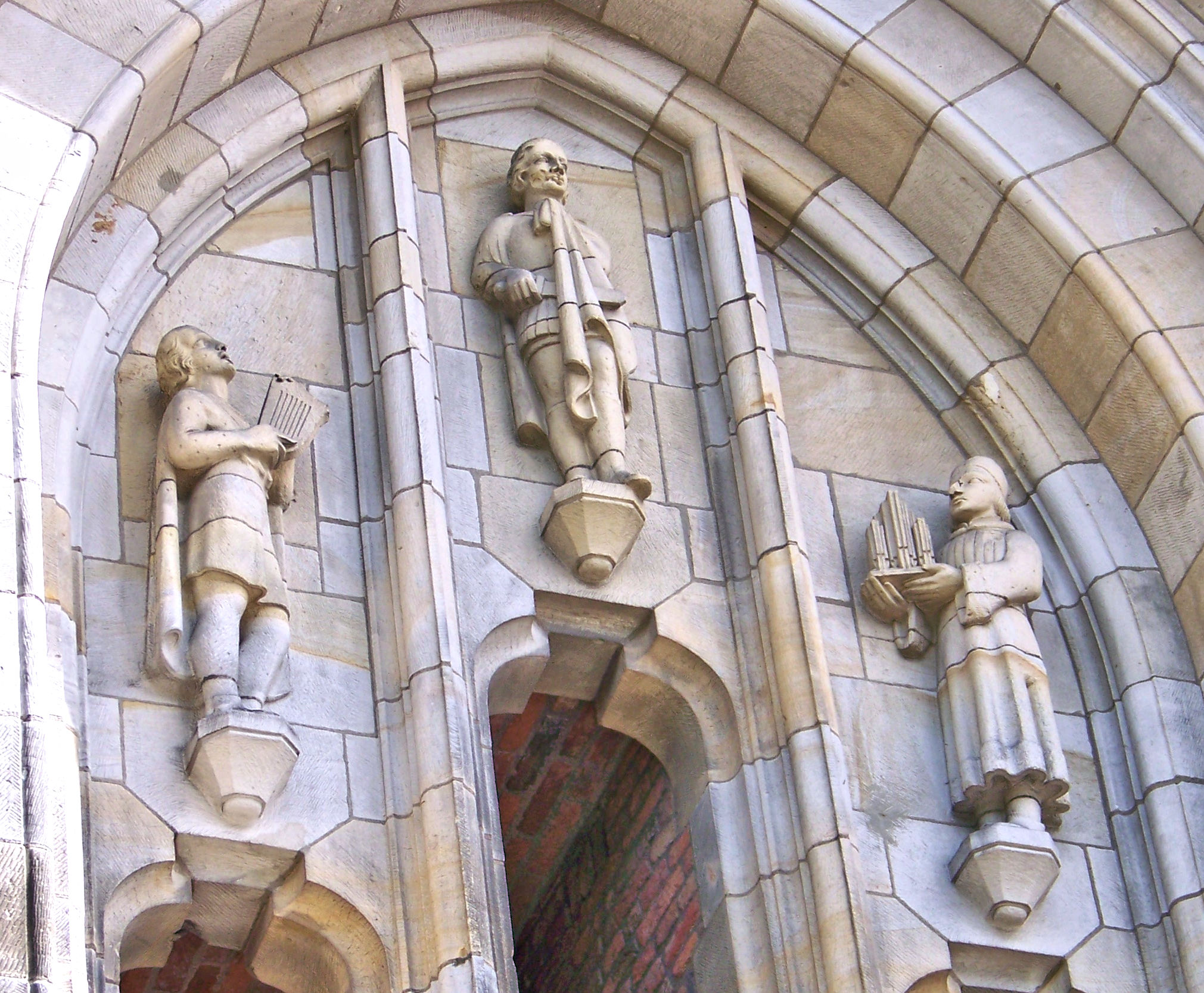
Detailfoto Martinitoren.
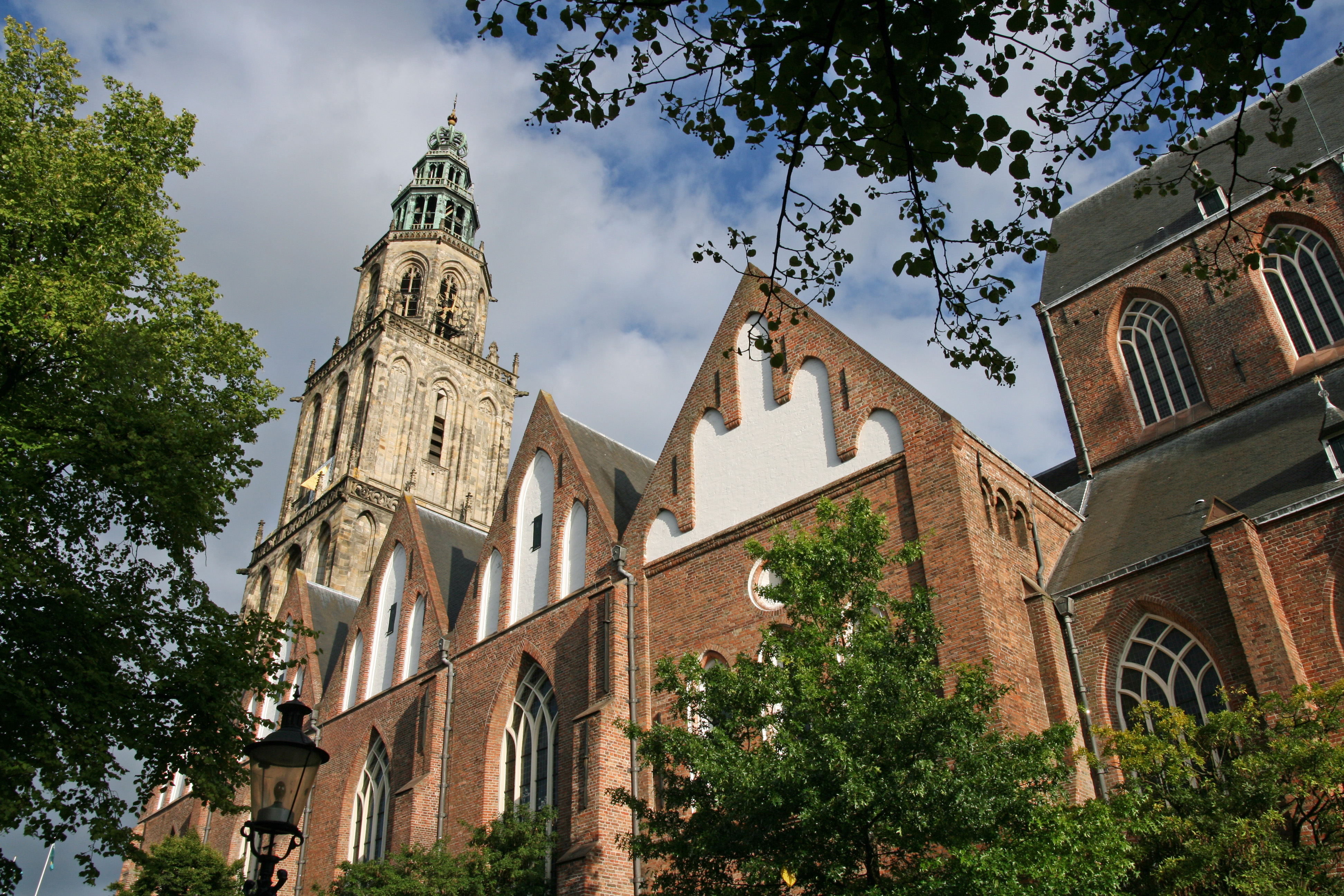
Martinitoren en Martinikerk
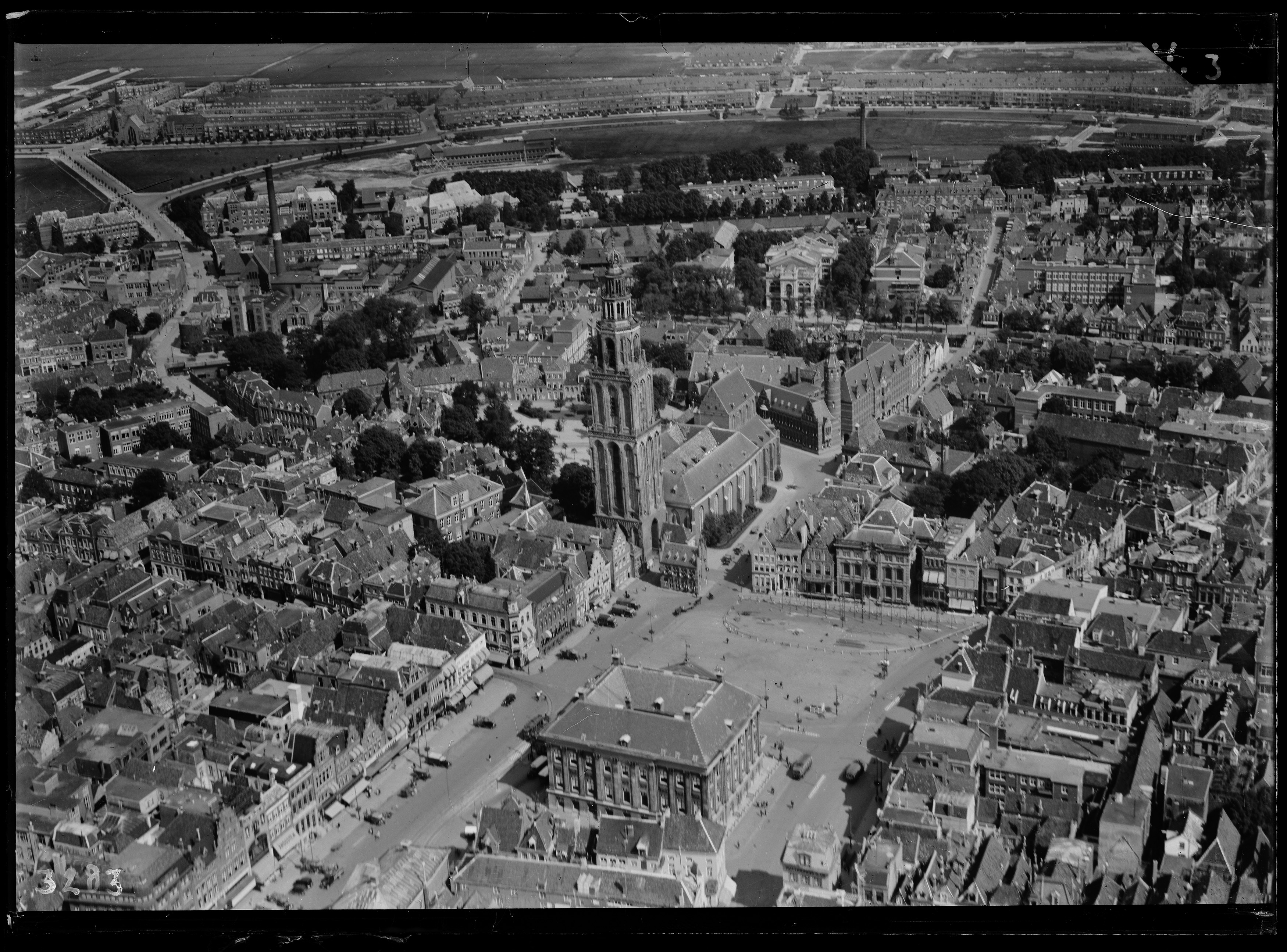
Luchtfoto van de Martinitoren en directe omgeving (1920-1940).
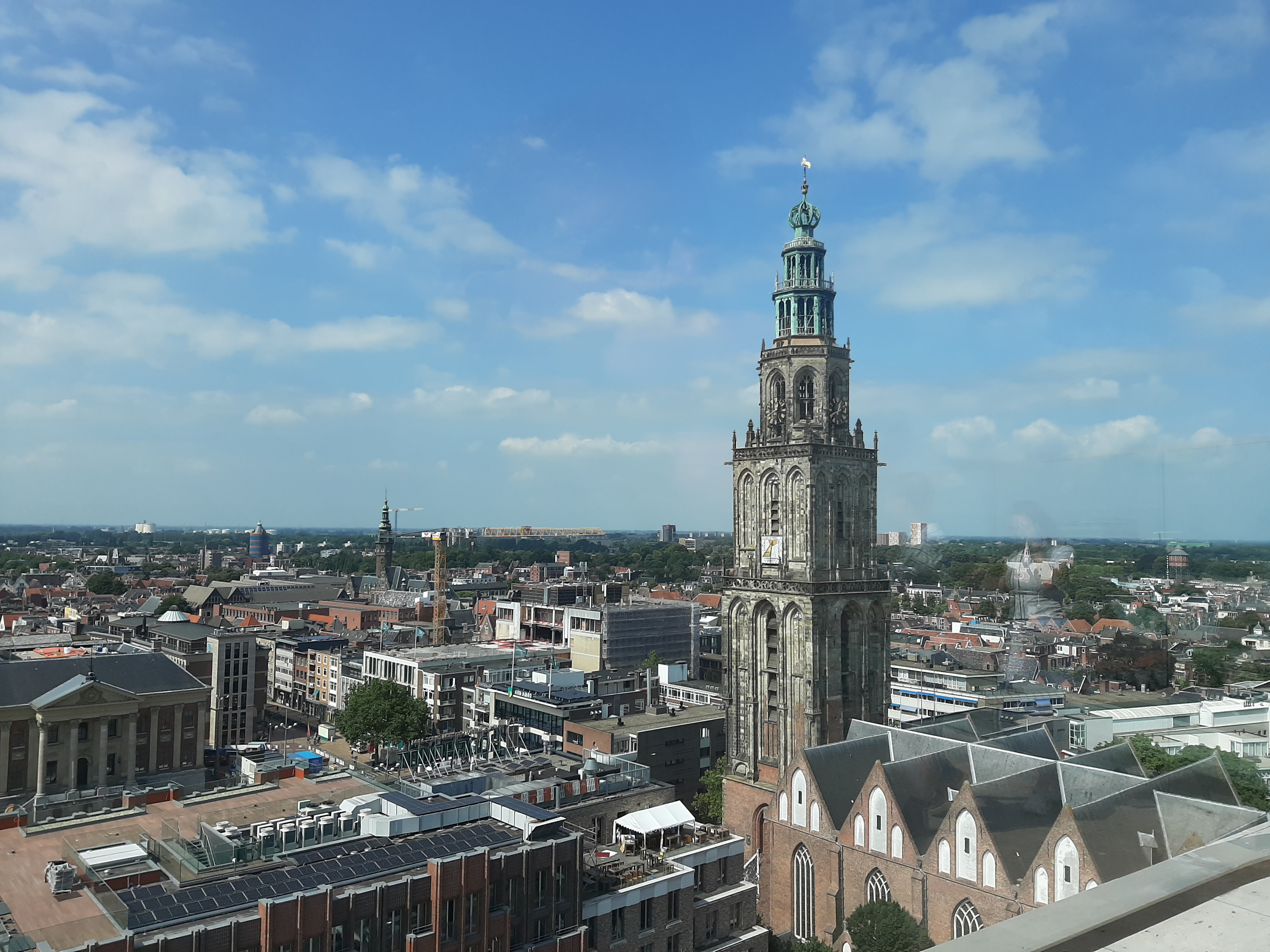
De Martinitoren, gezien van het dak van het Forum
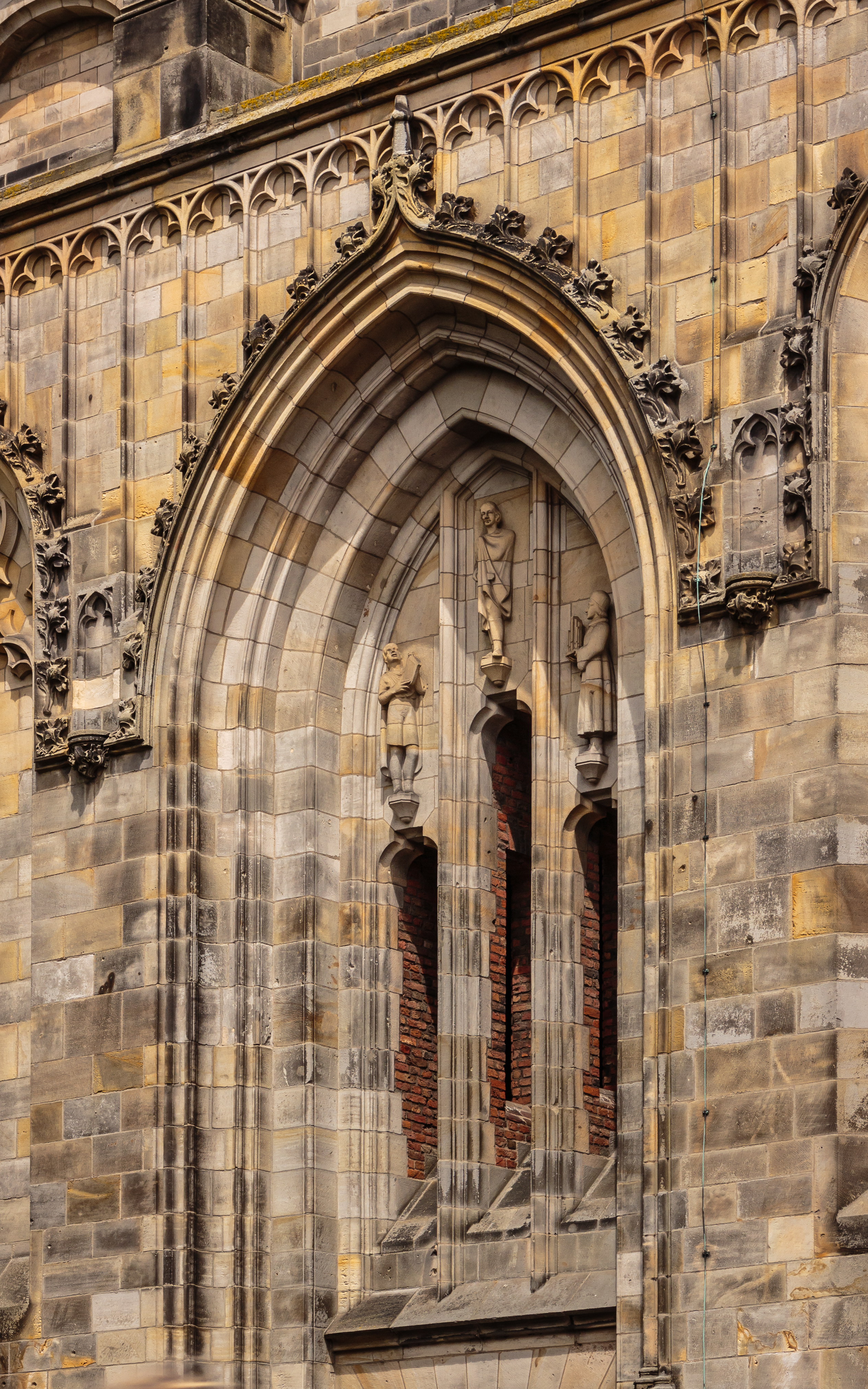
Beeldengroep op voorkant toren.
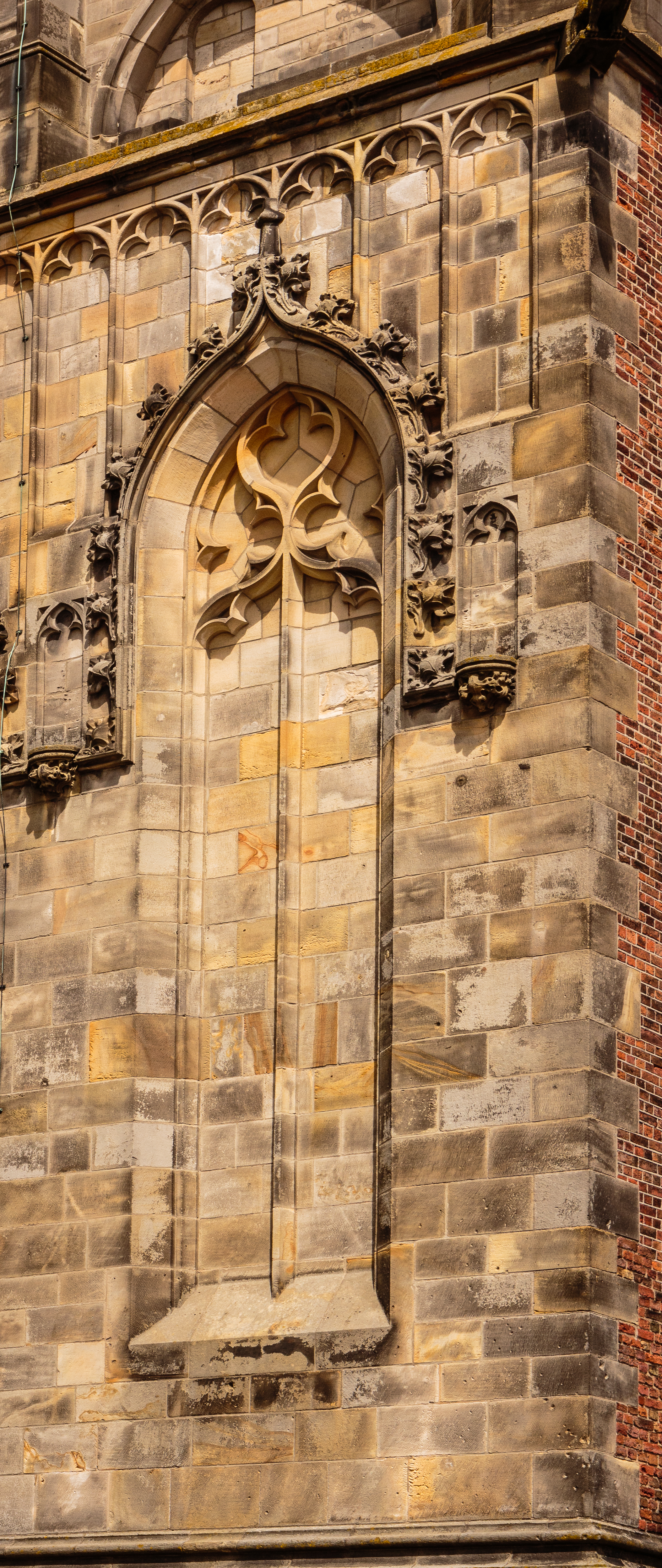
Decoratie op voorkant toren.
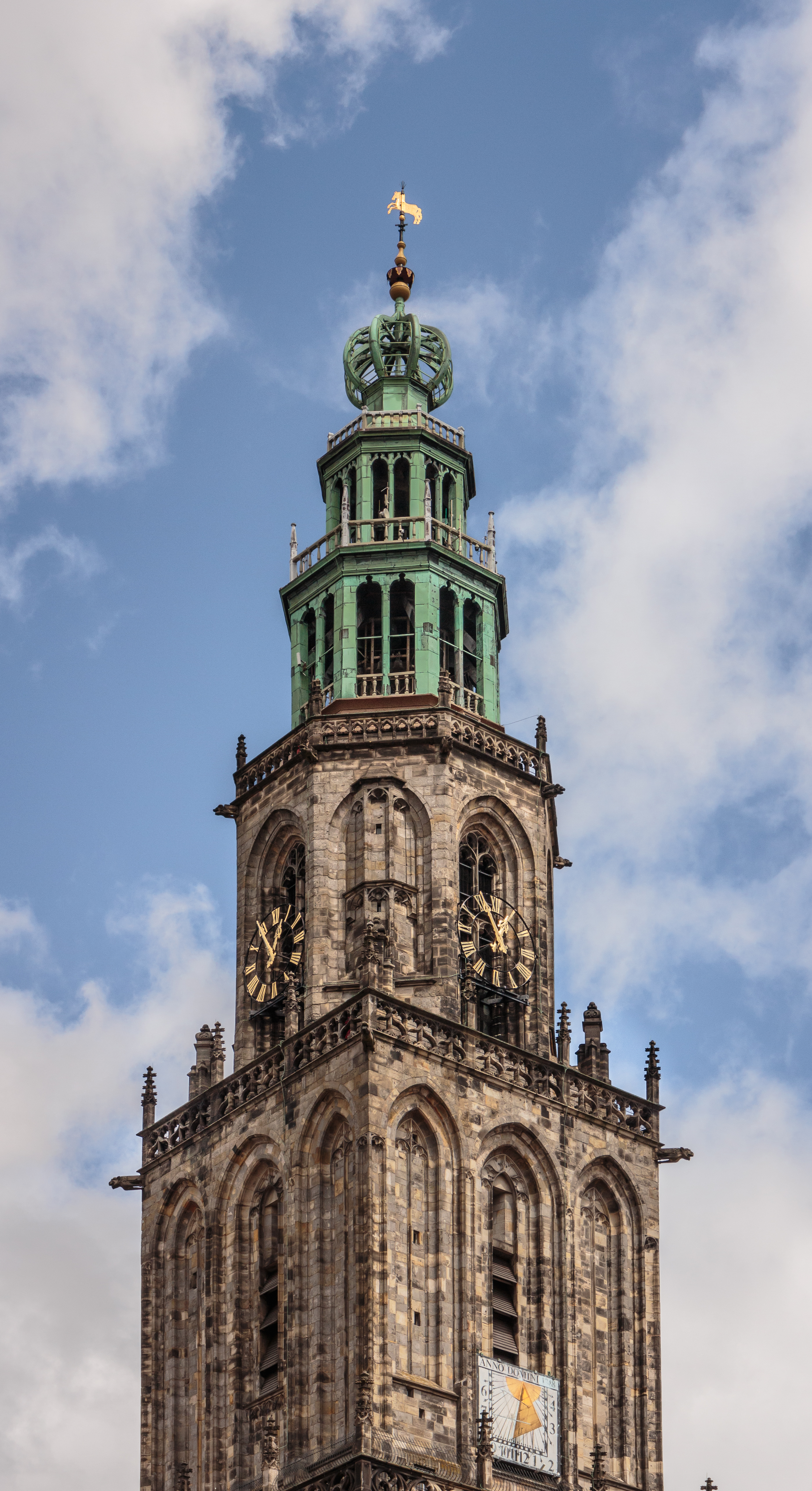
Detail van de toren (Zuidwestzijde)

## De luidklokken
In de Martinitoren hangt een gelui bestaande uit twaalf klokken, het grootste in Nederland na dat van de Domtoren in Utrecht.
Drie grote klokken zijn in 1577 en 1578 gegoten door Hendrick van Trier. De grootste, met een gewicht van 7850 kg en een diameter van 2,23 meter, wordt de Salvator genoemd, Latijn voor 'Verlosser'. De andere twee, de grote en de kleine Borgerklok ('burgerklok'), wegen respectievelijk 4200 en 3400 kg.
Eeuwenlang hebben deze klokken vreugde en leed, oorlog en vrede aangekondigd. Na een malaria-epidemie in 1826 (Groninger ziekte) werd het dagelijks luiden van de klokken afgeschaft. Sinds 11 november 1982 luidt het Groninger Klokkenluiders Gilde (GKG) iedere zondag en op bijzondere dagen met de hand de klokken.
In 1994 werd – op initiatief van het toenmalige bestuur van het GKG – een nieuwe klok geïnstalleerd, de Kromstaart, genoemd naar een zilveren munt die in Groningen in gebruik was van de veertiende tot de achttiende eeuw. Deze op een na grootste klok weegt 5550 kg en heeft een doorsnede van ongeveer twee meter. Op deze klok staat het volgende rijm:
Kromstaart mag men mij noemen,

de Groningers zal ik roemen,

want volk van Stad en Land,

schonk mij met milde hand

1040-1990 Groningen stad 950 jaar.
In 1994 werden – eveneens op instigatie van het bestuur van het GKG – ook de vier klokken van het Nieuwe Stadhuis, een gebouw uit de jaren vijftig dat toen gesloopt werd, overgeplaatst naar de toren. Deze klokken werden wel, om bij de andere te passen qua klankkleur en toonhoogte, bijgeslepen tot het zgn. Van Trier-profiel. Ten slotte, om het oorspronkelijke gelui van de Martinikerk te completeren, werden in 1995 vier klokken gegoten door de Koninklijke Klokkengieterij Eijsbouts in Asten.
Vlak bij het galmgat aan zuidzijde hangt nog een historische dertiende klok, de zogenaamde Ruimstraatklok van 900 kg. Deze valt echter buiten het gelui omdat de stemming niet bij de overige klokken past. Deze Ruimstraatklok of in de volksmond Bierklok werd vroeger geluid om aan te geven dat kasteleins niet meer mochten schenken en mensen naar huis moesten gaan. Tijdens de Coronacrisis van 2020 werd de ruimstraatklok geluid op zondagen dat geen dienst kon worden gehouden. Vanaf het ingaan van de avondklok in januari 2021 werd deze klok elke avond van 20.30 uur tot 20.40 uur geluid.

## De beiaard
De beiaard van de Martinitoren is in 1662/63 gegoten door de befaamde klokkengieters Pieter en François Hemony en besloeg oorspronkelijk drie octaven (32 klokken). Bij een restauratie en uitbreiding in 1984 voegde men vijf discantklokjes en twee grote klokken toe die ook de uur- en halfuurslag doen klinken, alle gegoten door de Koninklijke Klokkengieterij Eijsbouts in Asten. Thans omvat de beiaard vier octaven en 49 klokken, waarvan er nog dertig van de gebroeders Hemony zijn.

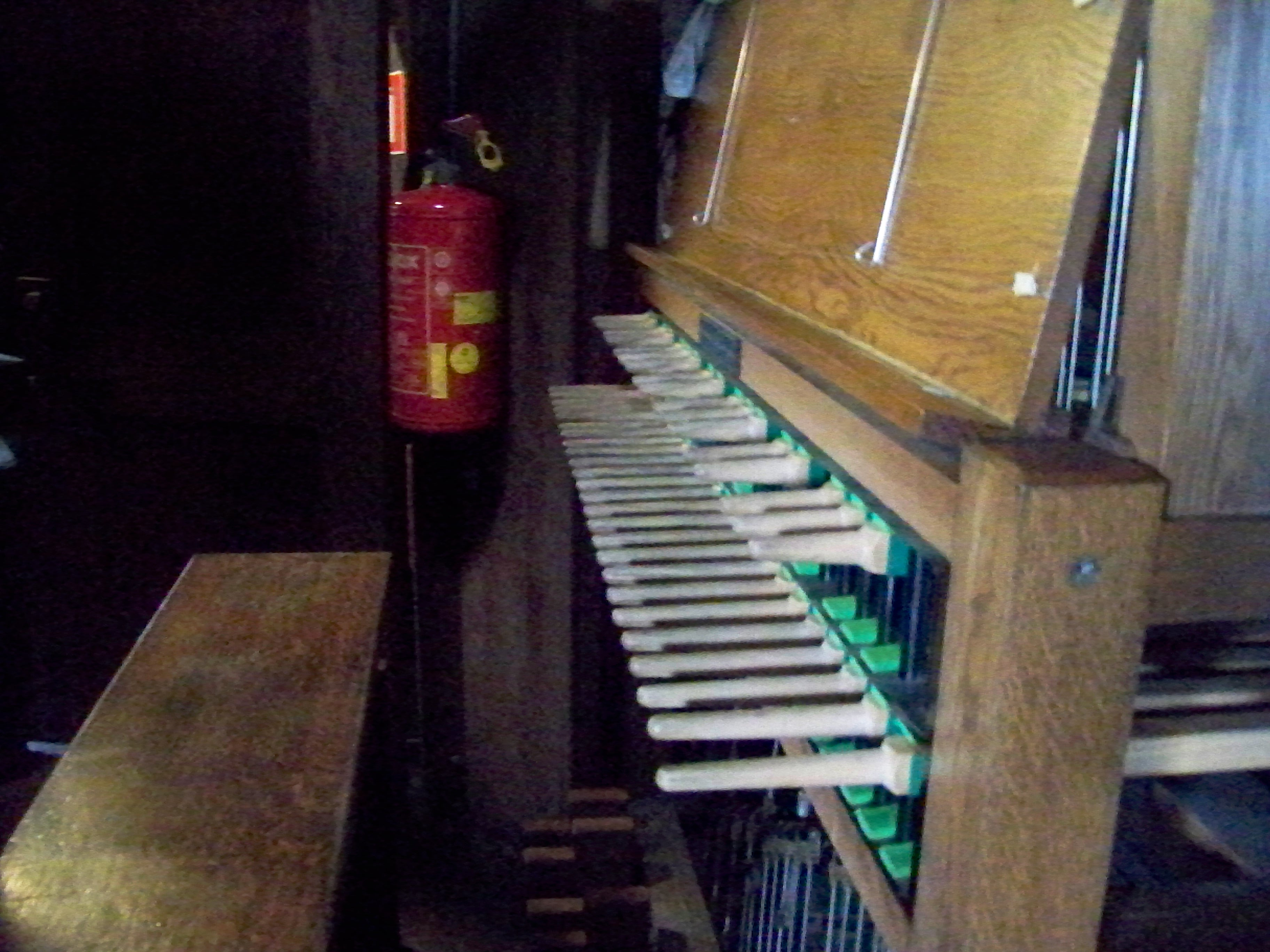
Carillon
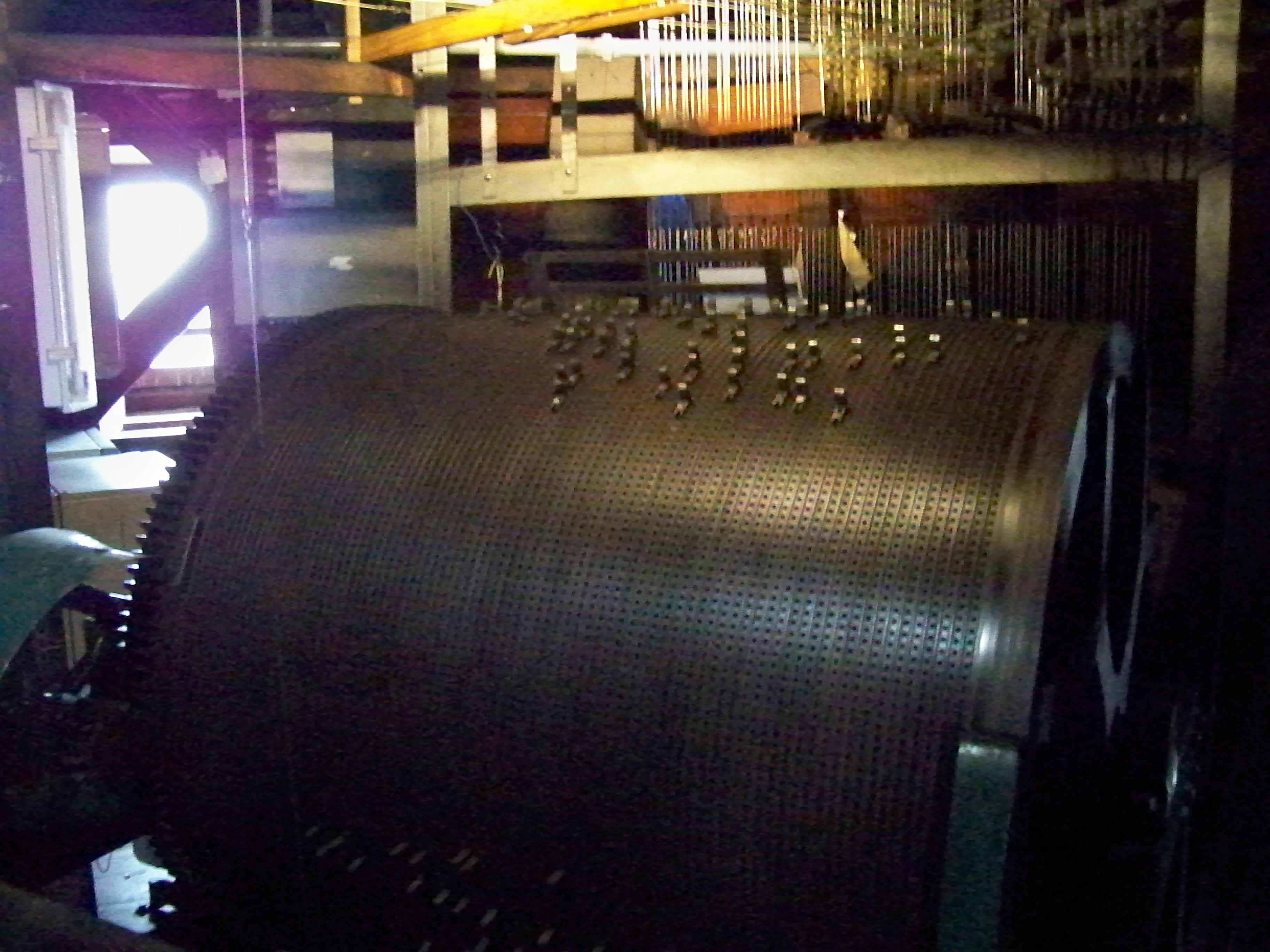
De muziektrommel, die automatisch het carillon bespeelt
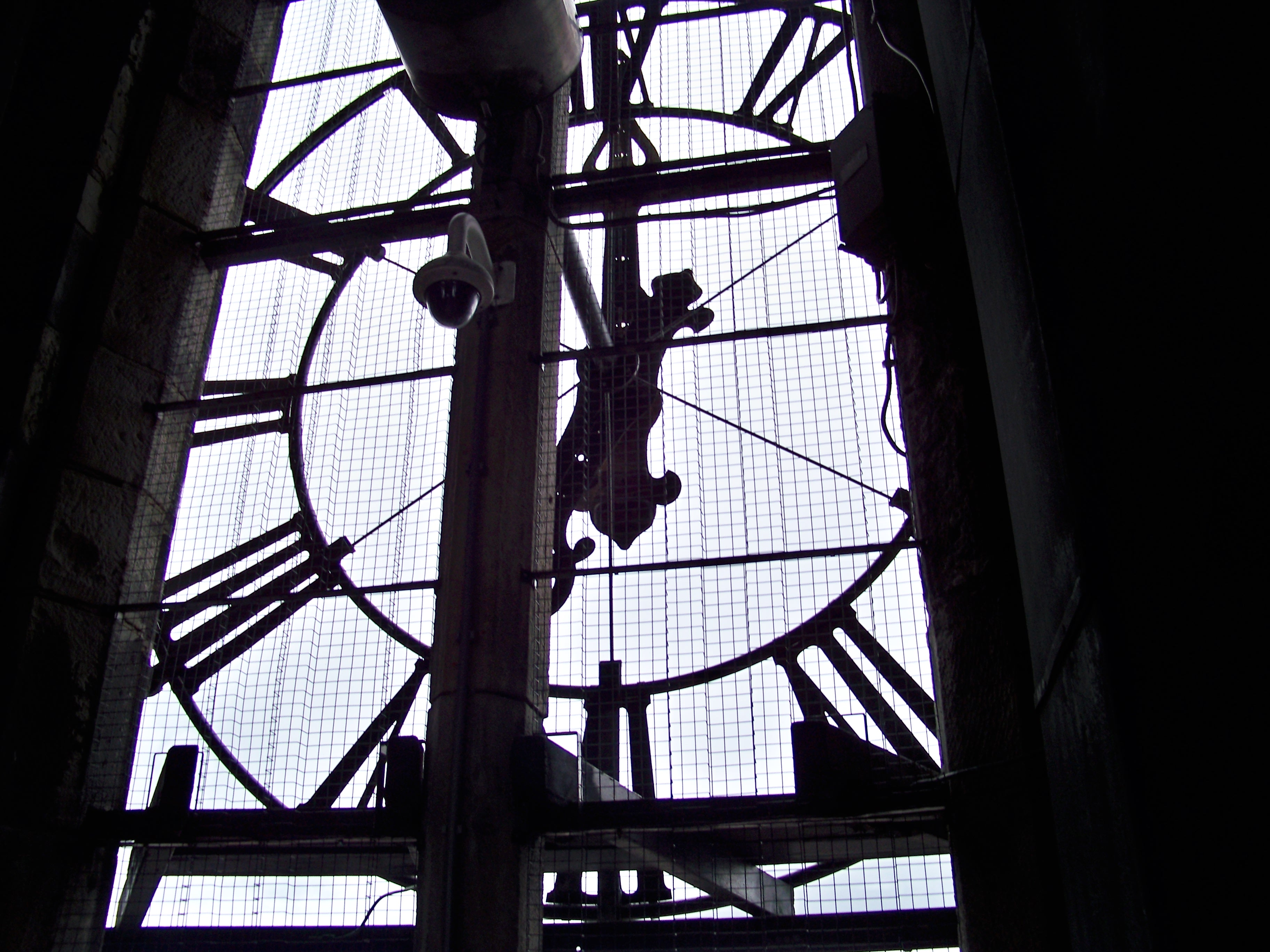
Het uurwerk van binnenuit
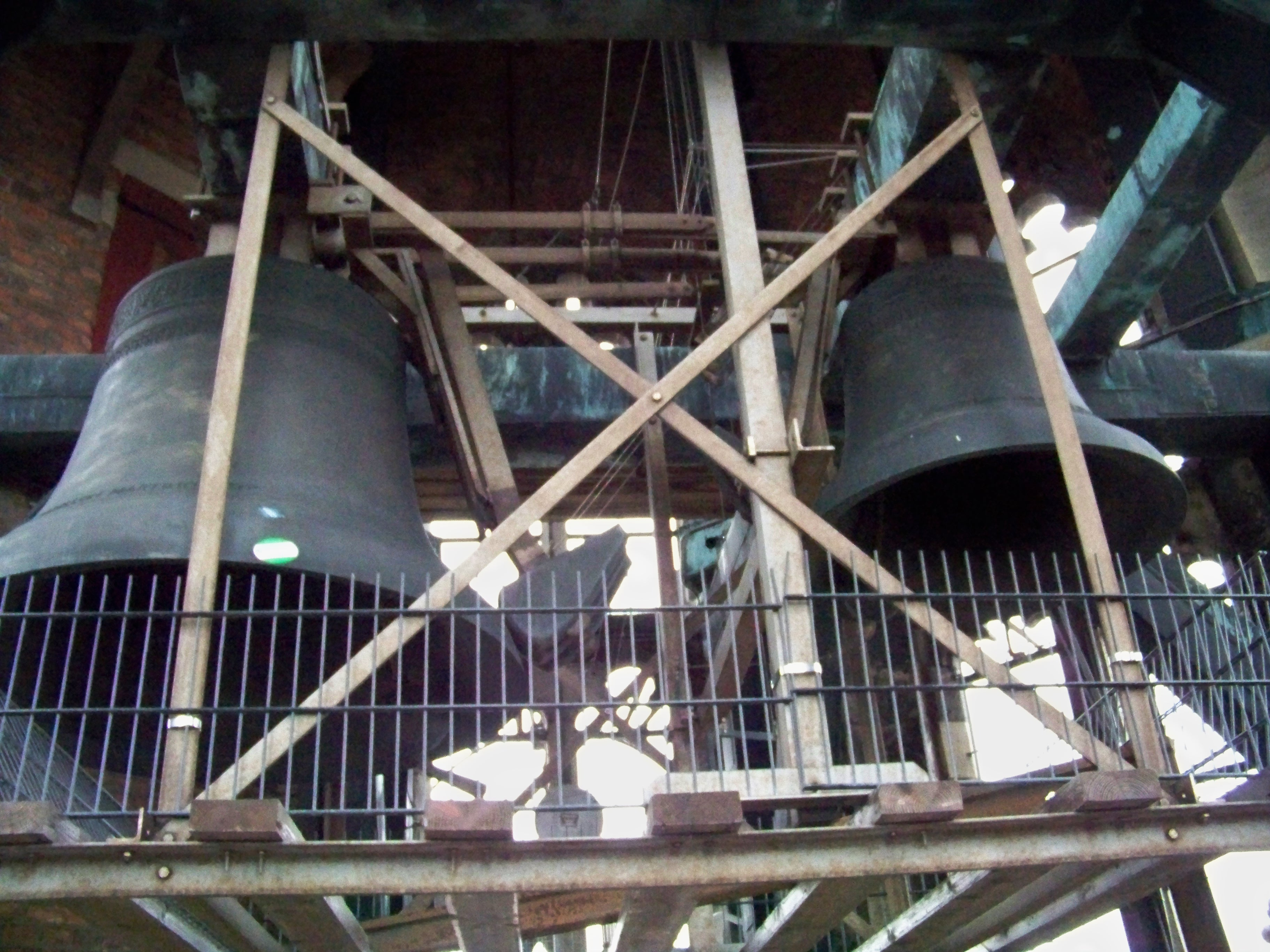
Enkele klokken